# Cœur Défense
Cœur Défense (Trái tim Défense) là một tòa nhà chọc trời của khu La Défense, Paris, Pháp. Với diện tích sàn 350.000 m², Cœur Défense và Nhà Quốc hội Romania ở Bucharest là hai công trình có diện tích sử dụng lớn nhất châu Âu.
Tòa nhà được xây dựng trên nền của tháp Esso, một tòa nhà thuộc thế hệ nhà cao tầng thứ nhất của khu La Défense. Cœur Défense được kiến trúc sư Jean-Paul Viguier thiết kế và tập đoàn xây dựng Bouygues thi công, công trình hoàn thành năm 2001. Tòa nhà gồm 2 phần có chiều cao 161 m, rộng 24 m có vị trí lệch nhau để ánh sáng có thể chiếu tới mọi phần của tòa nhà, hai phần này được nối với nhau bằng một phần nhà thấp hơn, tất cả đều có màu trắng với nhiều cửa kính lớn.